# Йодне число
Йо́дне число́ — показник, який характеризує ступінь ненасиченості органічних речовин. Йодне число виражається у кількості грамів йоду, яка може приєднатися за ненасиченими зв'язками до досліджуваної речовини масою 100 г. Що більшим є йодне число, то більший ступінь ненасиченості сполук у речовині.
Йодне число визначається для олій, жирів, палива та інших продуктів нафтогазової промисловості.

## Визначення
Визначення йодного числа проводиться шляхом йодометрії. Наважку досліджуваної речовини переносять у ємність із неводним розчинником на кшталт хлороформу або тетрахлорометану і додають відому кількість розчину брому (також використовують IBr або ICl). Бром приєднується за ненасиченими зв'язками:
{\displaystyle \mathrm {{-}CH{=}CH{-}+Br_{2}\longrightarrow {-}CHBr{-}CHBr{-}} }
Після завершення реакції до реакційної суміші додають надлишок йодиду калію. Наявний у розчині бром окиснює йодид-іони до вільного йоду і той забарвлює розчин у жовтуватий колір:
{\displaystyle \mathrm {Br_{2}+2KI\longrightarrow 2KBr+I_{2}} }
Йод титрують стандартним розчином тіосульфату натрію із концентрацією 0,1 моль/л:
{\displaystyle \mathrm {I_{2}+2Na_{2}S_{2}O_{3}\longrightarrow Na_{2}S_{4}O_{6}+2NaI} }

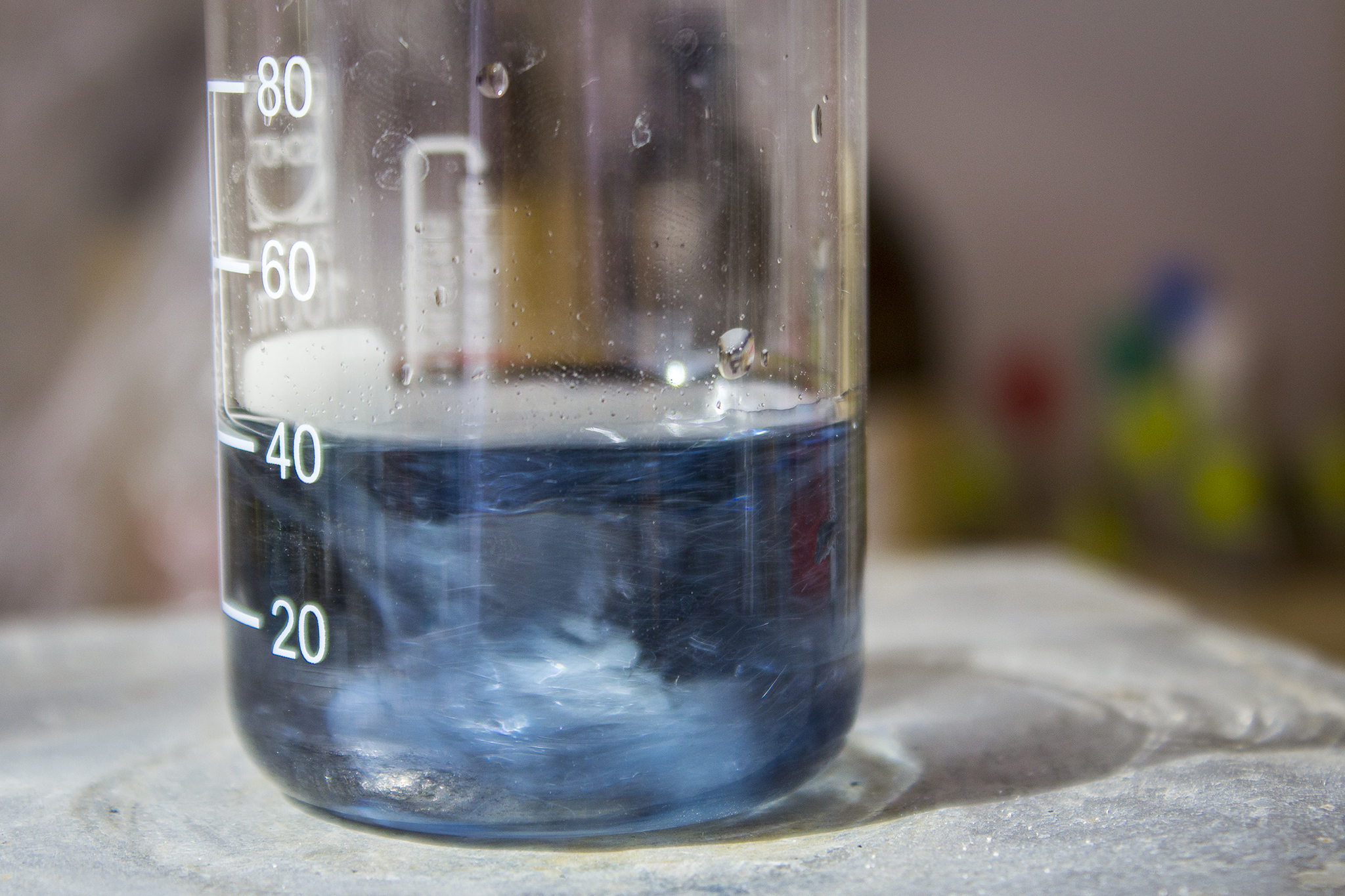
За наявності йоду крохмаль забарвлює розчин у насичений синій колір. Титрування проводиться до моменту знебарвлення

Як індикатор кінцевої точки іноді використовуєть розчин крохмалю.
Аналогічні операції виконуються і для холостої проби: додаванням усіх реактивів, але без наважки досліджуваної речовини. Тоді увесь доданий бром відновить йод з надлишку йодиду калію і його відтитрують розчином тіосульфату, отримавши максимум.
Розрахунок йодного числа ведеться за формулою:
{\displaystyle \mathrm {X=1,269\cdot {\frac {(V_{0}-V)}{m}}} },
де V0 — об'єм розчину тіосульфату натрію, що пішов на титрування холостої проби, мл;
V — об'єм розчину тіосульфату натрію, що пішов на титрування досліджуваної проби, мл;
m — маса наважки досліджуваної речовини, г.
| Речовина         | Йодне число |
| ---------------- | ----------- |
| Касторова олія   | 84          |
| Арахісова олія   | 88—98       |
| Пальмова олія    | 12—14       |
| Кокосова олія    | 6—10        |
| Оливкова олія    | 79—88       |
| Соняшникова олія | 129—136     |
| Гарбузова олія   | 121—130     |
| Лляна олія       | 175—202     |